# Tropidurus torquatus
Tropidurus torquatus е вид влечуго от семейство Tropiduridae.

## Разпространение
Видът е разпространен в Аржентина, Боливия, Бразилия, Гвиана, Колумбия, Суринам и Френска Гвиана.